# Gabriele Rossetti (tir)
Pour les articles homonymes, voir Gabriele Rossetti et Rossetti.
Gabriele Rossetti (né le 7 mars 1995 à Florence) est un tireur sportif italien spécialiste du skeet.
C'est le fils du tireur sportif franco-italien Bruno Rossetti, DTN de l'équipe de France.
Il obtient la médaille d'or lors des Jeux olympiques de 2016 à Rio.

## Palmarès

### Jeux olympiques
- Jeux olympiques de 2016 à Rio de Janeiro (Brésil)
  -  Médaille d'or sur l'épreuve de skeet.

### Jeux européens
- Jeux européens de 2023 à Cracovie :
  -  Médaille d'or en skeet par équipe mixte.
  -  Médaille d'argent en skeet par équipe hommes.
- Jeux européens de 2019 à Minsk :
  -  Médaille d'or en skeet par équipe mixte.
  -  Médaille de bronze en skeet.

### Jeux méditerranéens
- Jeux méditerranéens de 2022 à Oran :
  -  Médaille de bronze en skeet par équipe mixte.